# Proteína G (Streptococcus)
La proteína G es una proteína de superficie con capacidad de unión a inmunoglobulinas que expresan bacterias del género Streptococcus de los grupos C y G. La unión se produce con el dominio Fc de los anticuerpos. También presenta unión a seroalbúmina.
Por su peculiar capacidad, es usada en la industria biotecnológica para purificar anticuerpos. En este caso, se le ha eliminado su dominio de unión a albúmina, que podría contaminar el purificado.